# Víctor Mendoza Orozco
Víctor Mendoza Orozco (Città del Messico, 24 ottobre 1940) è un ex calciatore messicano, di ruolo centrocampista.